# Heyy Babyy
Heyy Babyy és una pel·lícula índia dirigida per Sajid Khan i estrenada el 2007. És el remake d'una comèdia francesa, Trois hommes et un couffin, dirigida el 1985 per Coline Serreau.

## Argument
A Sydney, tres solters empedreïts i lligons descobreixen un bebè abandonat davant la porta. Primer desorientats pel l'arribada d'aquest petit ésser que pertorba llur existència, es tornaran de mica en mica en veritables parassos. Però la mare del nen reapareix...

## Repartiment
- Akshay Kumar
- Vidya Balan
- Fardeen Khan
- Riteish Deshmukh
- Celina Jaitley
- Shahrukh Khan Convidat